# La Belle Ferronnière
La Belle Ferronnière (1500 – kolem 1530 až 1540) je přezdívka jedné z milenek francouzského krále Františka I. Její skutečné jméno není známé.

## Život
O jejím původu existuje několik dohadů. Není však pravděpodobné, jak uvádí starší literatura, že pocházela ze Španělska a byla členkou skupiny tuláků a kejklířů, kteří se připojili ke králi Františkovi I. při jeho návratu ze zajetí ze Španělska (král padl do zajetí v bitvě u Pavie roku 1525). Spíše byla ženou bohatého obchodníka s výrobky nebo uměleckými předměty ze železa (francouzsky ferronier) nebo měšťana či advokáta jménem Ferron.
O pomstě jejího žárlivého manžela existují dvě verze. Podle první otrávil ji i krále; manželka za několik dnů zemřela a král dlouho churavěl. Romantičtější verze hovoří o tom, že se manžel úmyslně nakazil syfilidou od pařížských prostitutek a nemoc se přes manželku přenesla na krále, který touto chorobou, tehdy neléčitelnou, trpěl až do smrti. 

## Posmrtná interpretace příběhu
Lékař a královský rádce Louis Guyon (asi 1527-1617) uvedl:
| „ | Velký král František I. si vyhlédl manželku právníka z Paříže, velmi krásnou a milosrdnou, kterou nechci jmenovat, protože zanechala děti vybavené skvělými přednostmi. I když dvořané a královští kuplíři o tom věděli, tak neporadili králi, aby se jí zmocnil svou autoritou a královskou mocí. Nakonec se manžel pomstil za svou ženu, která se poddala vůli krále, a aby této aféře zabránil, tak předstíral, že se osm nebo deset dní zabývá svými polnostmi, on však zůstal potajmu ve městě. V Paříži navštěvoval nakažené povětrné ženštiny, aby nemoc předal manželce a tato králi. A hned našel, co hledal a nakazil tím svou ženu a ta potom krále. Ten potom nakazil několik dalších žen, které navštěvoval, a nikdy se již z nemoci nemohl vyléčit a po celý zbytek svého života byl nezdravý, smutný, nešťastný a nepřístupný. | “ |

O krásné Františkově milence vzniknul též následující epitaf:
| „ | Zde leží krásná Ferronnière, ta nebezpečná přízeň, která skrze žárlivostí zaslepeného svého muže zkrátila kariéru galantnímu vládci“. | “ |

## La Belle Ferronière v umění

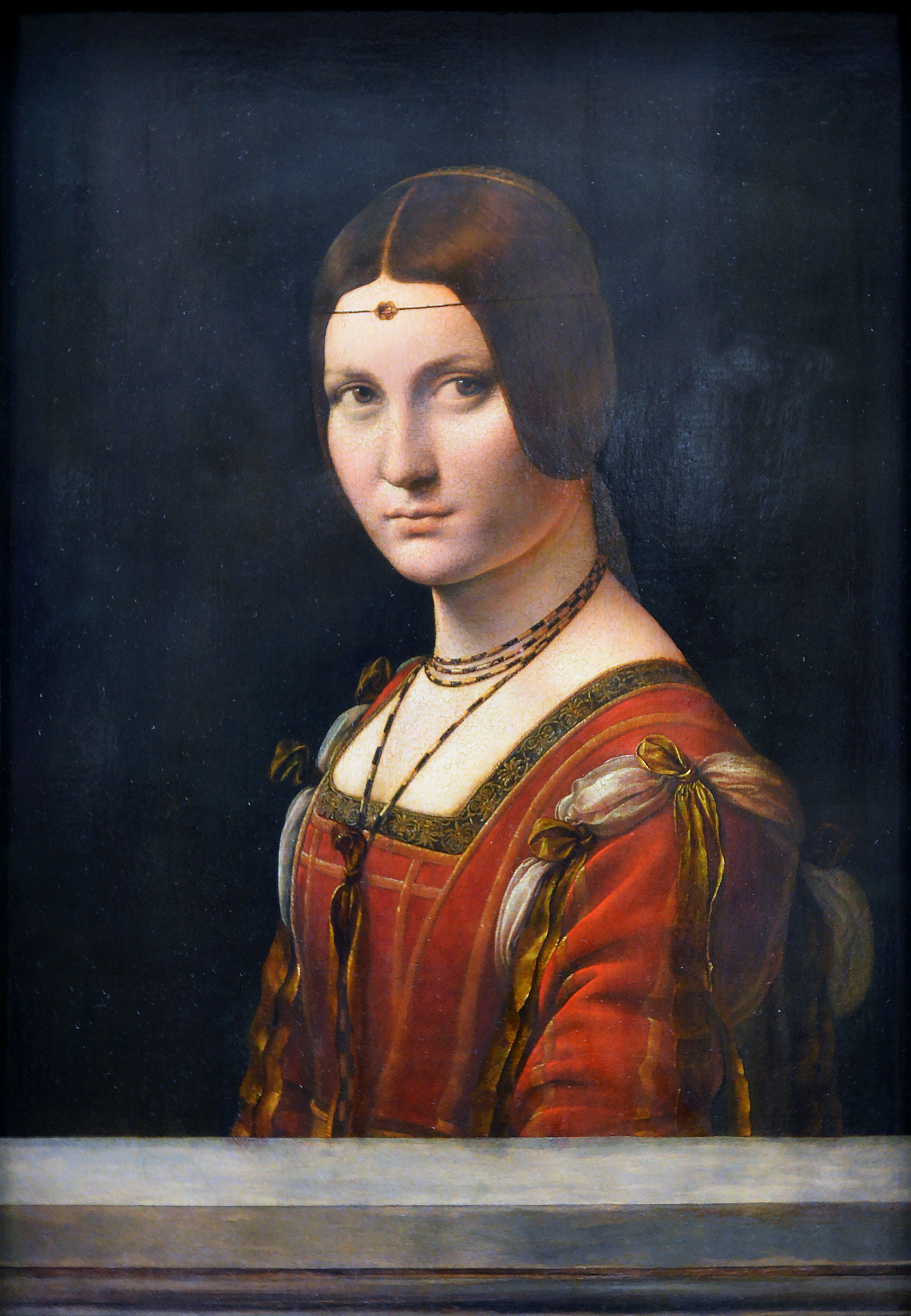
La belle ferronnière, Leonardo da Vinci (Louvre)

### Údajné portréty
Skutečná podoba La Belle Ferronière není známa, i když je jejím jménem označeno několik obrazů, často inspirovaných obrazem Leonarda da Vinci (viz dále), případně romantickou představou malíře.
Nejznámější je portrét umístěný v pařížském Louvru, jehož autorem je Leonardo da Vinci. V Louvru tento obraz nebyl takto registrován, zjevný omyl (doba vzniku nemůže souhlasit s obdobím života té krasavice) pochází z počátku 19. století. Tehdy malíř Jean Auguste Dominique Ingres vytvořil rytinu pro účely reprodukce, kterou pravděpodobně omylem nazval „La Belle Ferronière“. Tuto chybu převzaly tiskařské dílny a obrazu je soustavně připisován nesprávný název.

### La Belle Ferronière v literatuře
Francouzský spisovatelAlbert Blanquet (1826–1875) napsal román La Belle Ferronniére (1862).

### Šperk „ferronière“
Na portrétu ze školy Leonarda da Vinci je vidět ozdoba sestávající z pásku obepínajícího hlavu, který se na čele spojuje kamejí nebo drahým kamenem. (Stejný šperk se vyskytuje i na Vinciho obraze Dáma s hranostajem.) Francouzština užívá pro tento druh ozdoby výraz „ferronière“. Tento druh šperku byl populární ještě počátkem 19. století (viz Galerie).

### Galerie

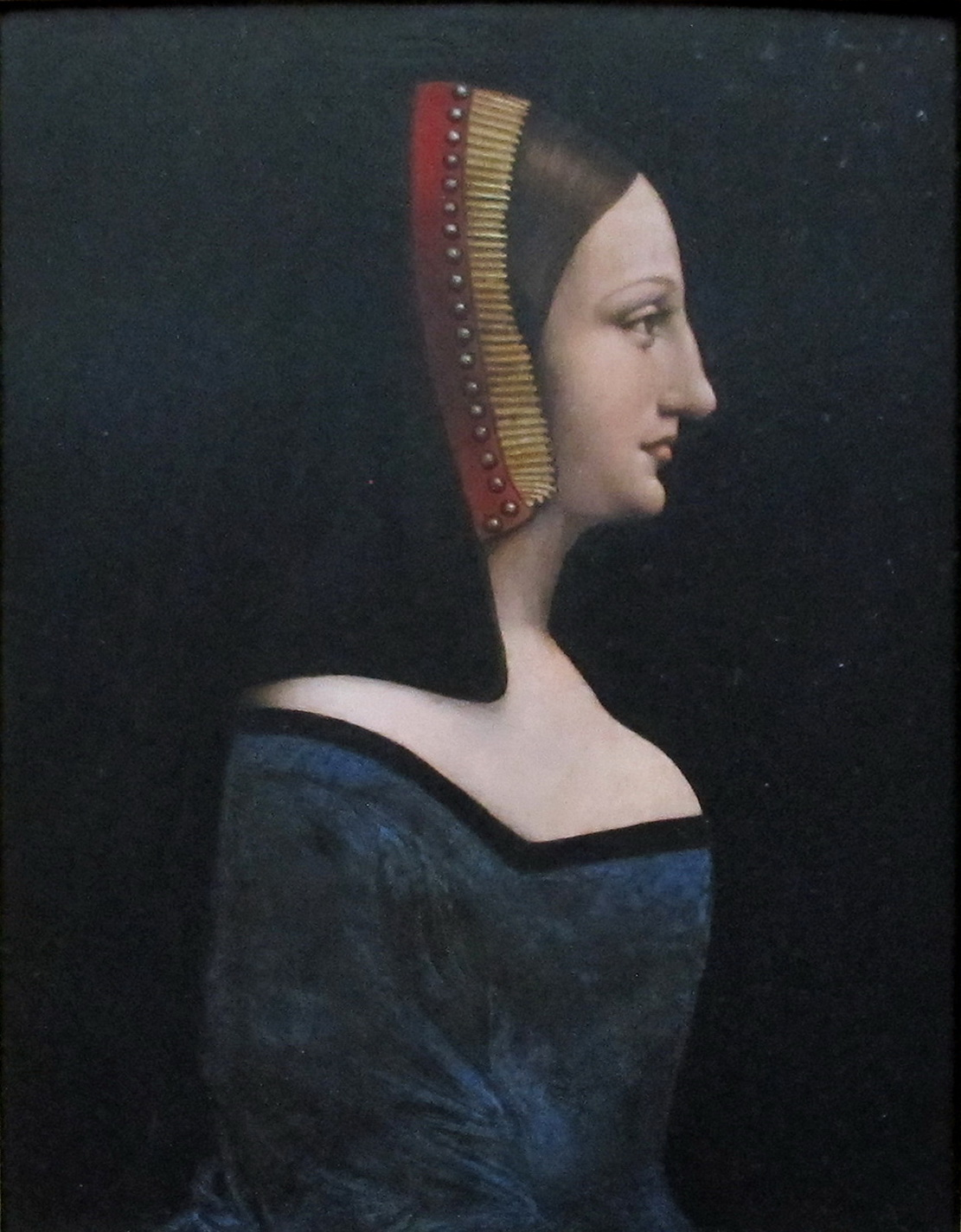
La Belle Ferronière. Škola Leonarda da Vinci
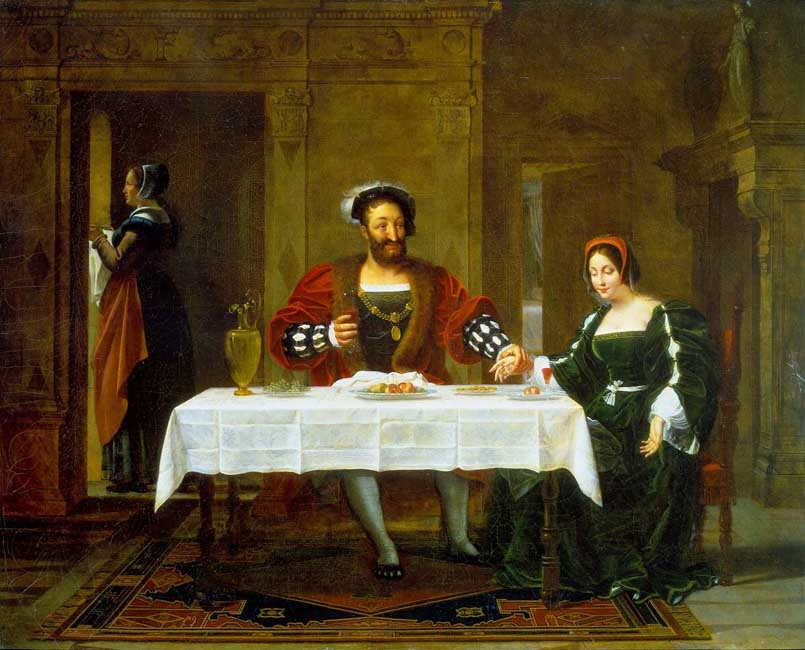
Král František I. s Belle Ferronière. Autor: Alexandre Menjaud
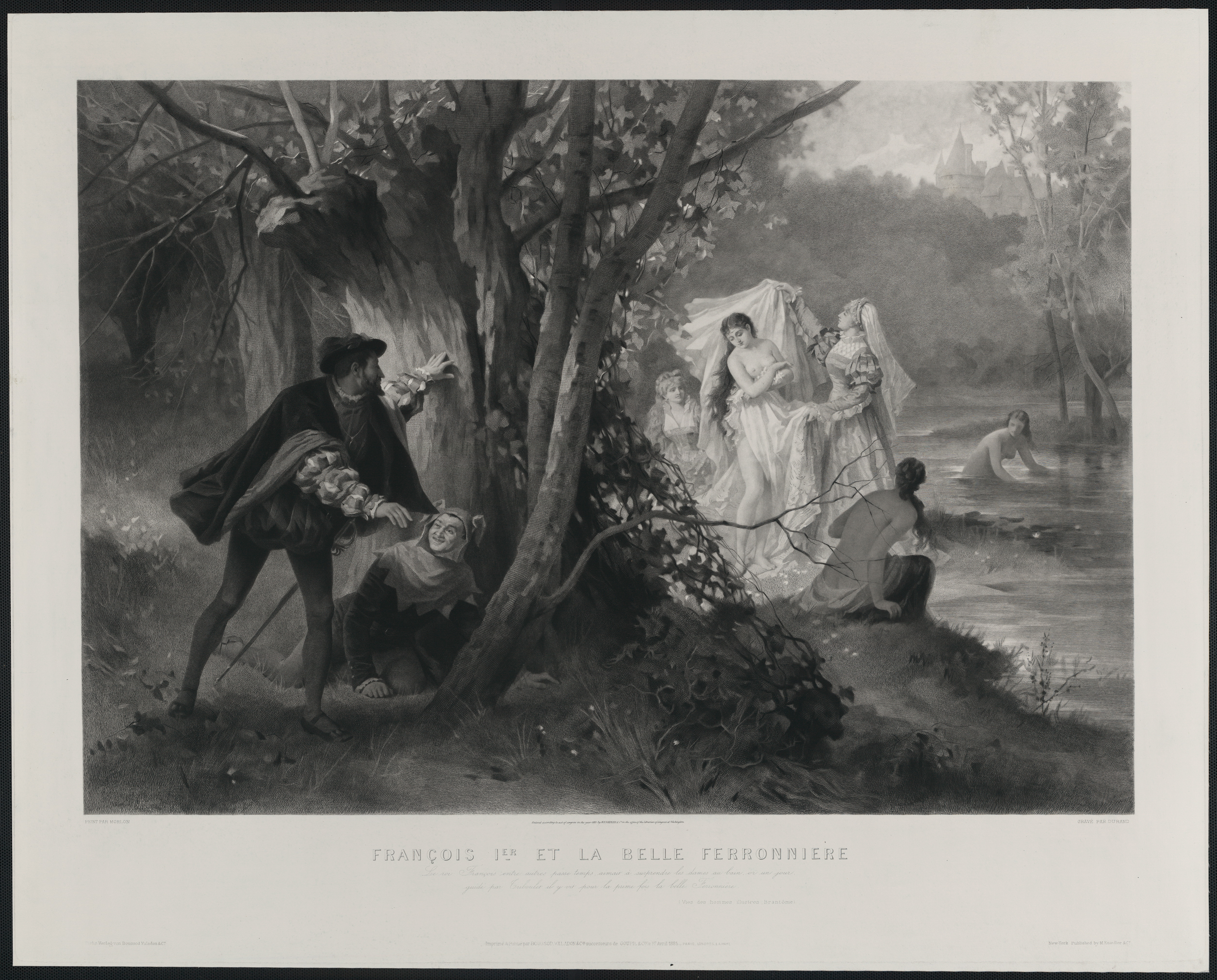
František I. a La Belle Ferronière (autor Morlon, rytina Durand, 1885)
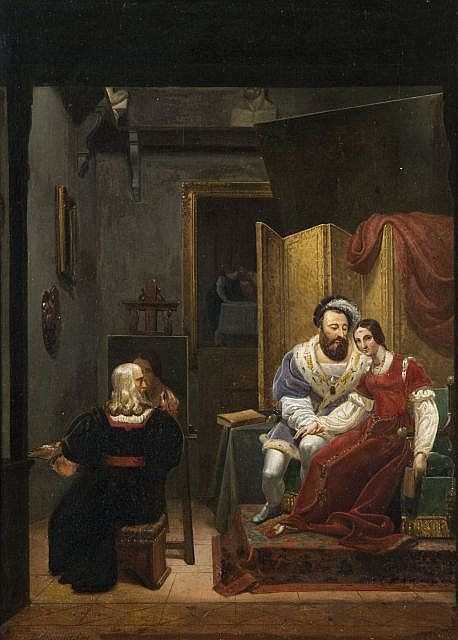
Leonardo da Vinci maluje Františka I. a jeho milenku (autor François Barthélémy Augustin Desmoulins, před rokem 1856)
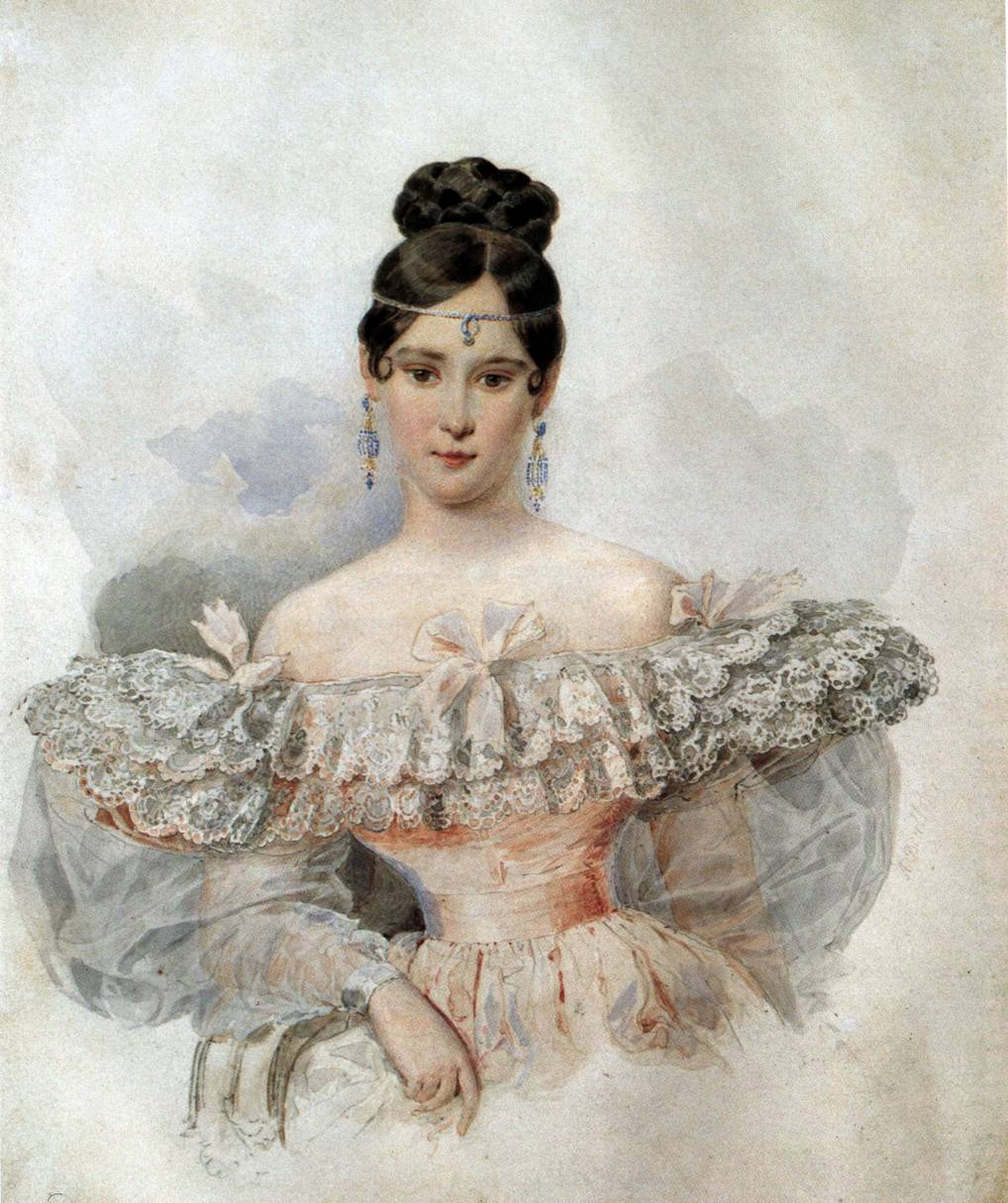
Manželka A. S. Puškina Natalia Nikolajevna (1798–1877) se šperkem „ferronière“